# Rita Kleinstein
Rita (Teerã, 24 de março de 1963) é uma cantora e atriz israelense de origem persa. O seu nome em idioma hebraico é Rita Yahan-Farouz (ריטה יהאן-פרוז), que em persa se pronuncia "Ritá Djáhan Farúz" (ریتا جهان ‌فروز).

## Vida e Obra
Ela nasceu em Teerã, a capital e maior cidade do Irã, em 1962, numa família de judeus mizrahim seculares. Eles emigraram a Israel em 1970, já antes da Revolução Islâmica de 1979, que instaurou uma teocracia muçulmana no país e afastou-o definitivamente de Israel. Sua fluência em persa padrão e em hebraico moderno são igualmente perfeitas.
Rita começou sua carreira nos anos 80, e desde então tem se destacado no cenário musical israelense, inclusive com muitos discos de ouro ganhos. Ela participou na competição do Festival Eurovisão da Canção 1990 com a canção Shara Barechovot (em hebraico: שרה ברחובות - Cantando nas Ruas). É uma das cantoras mais famosas de Israel. Um de seus maiores sucessos é a canção Shir Hakeshet (שיר הקשת - Canção do Arco-Íris), um clássico do repertório de seu país, gravada também por Ishtar. Esta música é a versão hebraica do conhecido Concierto de Aranjuez, do maestro espanhol Joaquín Rodrigo (1901-1999), que foi lançado em 1939, sendo já cantado em diversos idiomas, como o inglês, o francês e o árabe. Em hebraico, diferentemente das outras línguas em que foi cantada, esta composição soa extremamente nostálgica, relatando a história de uma mulher que numa noite de chuva ouve de seu amado a terrível frase "entre nós tudo está acabado".
Porém Rita não tem só canções tristes, algumas de suas outras músicas são mais alegres. Seus trabalhos quase sempre são gravados em hebraico, embora ocasionalmente haja músicas que ela cante em inglês, italiano e farsi, o idioma oficial do Irã. Um exemplo de canção persa cantada por Rita é o clássico Gol-e Sangam (em farsi: گل سنگم - Eu sou a Flor da Pedra), que ela interpreta com muita emoção.

## Casamento e Nome
Rita já foi esposa do pianista, compositor e cantor israelense Rami Kleinstein, com quem teve dois filhos, Meshi e Noam, porém em Setembro de 2007 o casal anunciou sua separação no âmbito conjugal e profissional. Por isso, muitas vezes, a artista ainda é chamada de Kleinstein, embora não seja mais este seu sobrenome.